# Звонар Богородичине цркве (филм из 1996)
Звонар Богородичине цркве (енгл. The Hunchback of Notre Dame) амерички је анимирани филмски мјузикл из 1996. године. Произвео га је Walt Disney Feature Animation, а објавио Walt Disney Pictures. 34. је Дизнијев дугометражни анимирани филм и седми произведен током Дизнијеве ренесансе. Темељи се на истоименом роману Виктора Игоа. Филм прати Квазимода, деформисаног звонара Нотр Дама, као и његову борбу да буде прихваћен у друштву. Режирали су га Гари Траусдејл и Кирк Вајз, док гласове позајмљују: Том Халс, Деми Мур, Тони Џеј, Кевин Клајн, Пол Кандел, Џејсон Александер, Чарлс Кимбро, Дејвид Огден Стирс и Мери Викес у својој последњој филмској улози.
Сматра се једним од Дизнијевих најмрачнијих анимираних филмова јер његов наратив истражује зрелу тему и теме као што су инфантицид, пожуда, проклетство, антициганизам, геноцид и грех, упркос променама направљеним од оригиналног изворног материјала како би се прилагодио млађој публици. Музику је компоновао Алан Менкен, а песме су написали Менкен и Стивен Шварц, који су раније сарађивали на филму Покахонтас (1995). Пар је касније такође сарађивао на филму Зачарана из 2007. године.
Звонар Богородичине цркве је објављен 21. јуна 1996. године, а добио је углавном позитивне критике и остварио комерцијални успех, зарадивши преко 325 милиона долара широм света, чиме је постао пети филм са највећом зарадом из 1996. године. Музика из филма номинована је за Оскара и награду Златни глобус. Мрачнију, готичнију сценску адаптацију филма продуцирао је Disney Theatrical Productions 1999. године. Наставак, Звонар Богородичине цркве 2, објављен је 2002. године.

## Радња
Године 1482. Клопен, цигански луткар, приповеда о пореклу насловног грбавца пре двадесет година: група Цигана која се илегално ушуњала у Париз упала је у заседу Клода Фрола, париског министра правде, и његових војника. Једна жена је покушала да побегне са својом бебом, стигавши до врата Нотр Дама молећи за уточиште. Фроло ју је појурио и оборио на степенице катедрале, где је сломила лобању и умрла. Њена беба је преживела и Фроло, ужаснут због деформисаног изгледа бебе, покушава да је удави, али долази архиђакон и оптужује Фрола да је убио невину жену. Да би се искупио за свој грех, Фроло је невољно пристао да одгаја дете као своје, дајући му име „Квазимодо”, што значи „полуформиран”, и сакрива га у звонику катедрале.
Двадесет година касније, Квазимодо је израстао у љубазног, али изолованог младића, сада са знатно видљивијом грбом на леђима. Проживео је цео свој живот у катедрали, а његово једино друштво су били живи камени гаргојли Виктор, Хуго и Лаверн. Гаргојли га охрабрују да присуствује Фестивалу будала, упркос Фроловим упозорењима да ће га тамо избегавати због деформитета. Квазимодо присуствује и прославља се због свог изгледа, али онда, подстакнут од стране Фролових чувара, бива понижен од стране гомиле посетилаца. Фроло одбија Квазимодове молбе за помоћ, али га спасава Есмералда, љубазна Циганка. Фроло, који намерава да искорени Париз од Цигана, наређује њено хапшење, али Есмералда побегне уз помоћ мађионичарског трика.
Квазимодо се повлачи назад у катедралу, праћен Есмералдом и капетаном Фебусом из Фролове страже. Фебус одбија да је ухапси због наводног вештичарења у Нотр Даму и уместо тога каже Фролу да је затражила азил. Есмералда проналази и спријатељи се са Квазимодом, који јој помаже да побегне из Нотр Дама из захвалности што га је раније одбранила. Она поверава Квазимоду привезак са мапом циганском скровишту. Фроло развија пожудна осећања према Есмералди и, када их схвати, моли Богородицу да га спасе од њене „чаролије” и избегне вечно проклетство.
Када Фроло открије да је Есмералда побегла, започиње немилосрдну претрагу града, подмићујући и хапсећи Цигане и паливши куће како би је пронашао. Фебус пркоси Фролу када му је наређено да запали кућу са породицом унутра и Фроло наређује да га погубе. Фебус бежи, али је погођен стрелом и пада у реку Сену, где га проналази Есмералда и одводи у Нотр Дам у склониште. Гаргојли подстичу Квазимода да призна своја осећања према Есмералди, али му је срце сломљено када открије да су се она и Фебус заљубили. Схвативши да је Квазимодо помогао Есмералди да побегне, Фроло му каже да зна за циганско склониште и да планира да га нападне у зору. Користећи мапу коју му је дала Есмералда, Квазимодо и Фебус проналазе склониште како би упозорили Цигане, али је Фроло кренуо за њима.
Одбијајући Фролово наређење, Есмералда треба да буде спаљена на ломачи у Паризу, али је спасава Квазимодо. Након што је унесу унутра, он и гаргојли изливају растопљено олово на улице да би спречили било кога да уђе. Фебус ослобађа Цигане и окупља грађане Париза против Фролове страже, док сам Фроло проваљује у катедралу. Он прогони Квазимода и Есмералду до звоника, где се бори са Квазимодом, а на крају обојица падају са платформе. Фроло пада у растопљено олово, док Квазимода спасава Фебус. Квазимодо прихвата љубав Фебуса и Есмералде и они га охрабрују да напусти катедралу; када то учини, људи из Париза га дочекују као хероја.

## Гласовне улоге
| Улога             | Глас               | Српски глас        |
| ----------------- | ------------------ | ------------------ |
| Квазимодо         | Том Халс           | Предраг Дамњановић |
| Есмералда         | Деми Мур           | Јелена Стојиљковић |
| Клод Фроло        | Тони Џеј           | Бранислав Платиша  |
| Фебус             | Кевин Клајн        | Бранислав Платиша  |
| Клопин            | Пол Кендел         | Милан Антонић      |
| Виктор            | Чарлс Кимбро       | Марко Марковић     |
| Хуго              | Џејсон Александер  | Милан Антонић      |
| Лаверн            | Мери Викес         | Бранислав Платиша  |
| Архиђакон         | Дејвид Огден Стирс | Бора Ненић         |
| Груби стражар     | Кори Бертон        | Томаш Сарић        |
| Смотани стражар   | Бил Фагербаке      | Милан Антонић      |
| Квазимодова мајка | Мери Кеј Бергман   | Јелена Стојиљковић |
| Стари јеретик     | Гари Траусдејл     | Марко Марковић     |